# يهوديت تقطع رأس هولوفيرنوس (كارافاجيو)
يهوديت تقطع رأس هولوفيرنوس هي رسم زيتي للفنان الإيطالي كارافاجيو تم رسمها بين عام 1598-1599 و 1602.